# 列日市政厅

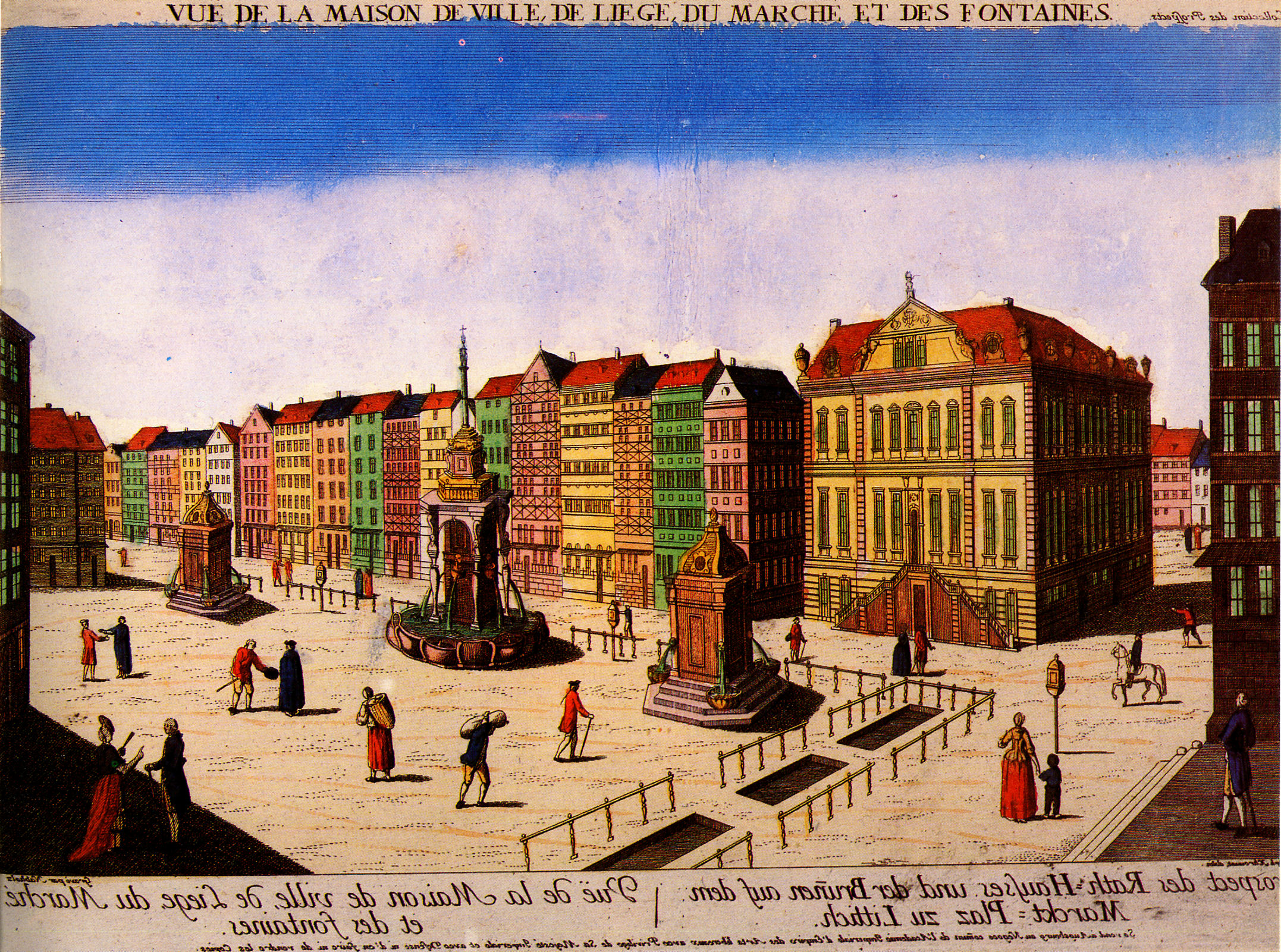
集市广场，1738年

列日市政厅（法語：hôtel de ville de Liège），绰号“紫屋”（法語：La Violette），是比利时城市列日的市政厅，是集市广场的主导建筑，拥有狭窄的古老立面。 
它建于十三世纪，该市从采邑主教获得独立之时。是市长选举和制定市政规章的地方。 
这是第一座市房，靠近列日采邑主教宫，面对列日的象征列日柱碑。
列日市政厅被破坏和重建多次，但始终位于这个位置。事实上，它是在1468年被毁于大膽查理之手，1480年重建，在1691年6月又毁于法国军队的炮轰，路易·弗朗索瓦·德·布夫莱元帅命令轰城，以回应奥格斯堡同盟（欧洲列强反对路易十四侵略政策的联盟）。市集广场和周围街道的所有房屋全部化为废墟。邻居们迅速得到重建，但是市政厅的重建直到多年之后才开始。1714年8月14日奠基。许多艺术家，大多来自列日，贡献自己的才华，完成巴洛克式的装饰，包括绘画、雕塑、木器、金工，技术娴熟的意大利工匠完成了天花板的彩色灰泥粉刷。这项工作历时4年，直到1718年。